# Дресс-код
Дресс-ко́д (англ. dress code, DC, «кодекс одежды») — форма одежды, требуемая при посещении определённых мероприятий, организаций, заведений, либо принятая манера одеваться в определенной ситуации или в определенной социальной группе.
В организациях особенное внимание уделяют форме одежды во время событий, связанных с принятием важных решений (например, деловые переговоры), и на успех которых в том числе может повлиять внешний вид сотрудников. Часто также регламентируется стиль одежды для сотрудников, работающих в офисе, и перечень неприемлемой одежды (например: шорты, декольтированные платья, шлёпанцы, кроссовки или наоборот). Наиболее строгий корпоративный дресс-код можно обнаружить в банках и ресторанах.

## История
Термин «дресс-код» изначально возник в Британии, но быстро распространился по всему миру. Используется для обозначения регламента в одежде, который показывает принадлежность человека к определённой профессиональной группе. Дресс-код компании считается продолжением корпоративной культуры фирмы и важной частью её бренда. Как утверждается, подобающий внешний вид сотрудника играет немаловажную роль в доверии клиента к фирме в целом, демонстрирует состояние дел в компании, показывает уважение к деловым партнёрам и клиентам. Требования к одежде сотрудника могут быть детально оговорены в трудовом контракте, за нарушения могут предусматриваться санкции.
В России, как и во многих других странах, установлен дресс-код для посещения зданий судов.

## Виды дресс-кодов
- White Tie (WT, Formal, Full Dress) — «белый галстук». Мероприятия: дипломатический приём, благотворительный бал, вручение наград, церемония бракосочетания, вечер у высокопоставленного лица и т. д. Мужчинам: чёрный фрак с белым галстуком-бабочкой, белый жилет, белые перчатки, карманные часы, чёрные лаковые туфли. Недопустимы: тёмный жилет. Женщинам: вечернее платье длиной не выше щиколотки, перчатки, чулки, закрытые тканевые туфли на шпильке, меховая накидка или болеро, драгоценности, маленькая сумочка. Недопустимы: распущенные волосы, бижутерия, часы, голые руки. Обычно вступает в силу с 20 часов.
- Black Tie (BT, Semi-formal, Smoking) — «чёрный галстук». Мероприятия: официальный вечерний приём, премьера в театре или опере, благотворительный вечер, свадьба и т. д. Мужчинам: чёрный смокинг, чёрная бабочка, запонки, не лаковые чёрные туфли на шнурках. Женщинам: коктейльное ниже колена или длинное вечернее платье (длинное надевается только, если даму сопровождает мужчина), тканевые туфли на каблуке без декора или украшенные шёлковыми бантами в тон платья, украшения из полудрагоценных камней или дорогая бижутерия. Обычно вступает в силу с 20 часов.
- Black Tie Invited — «чёрный галстук приветствуется». Мероприятия: званый ужин, корпоративный банкет, семейное торжество с большим количеством гостей и т. д. Мужчинам: классический смокинг, чёрные туфли на тонкой подошве. Женщинам: коктейльное или вечернее платье, нарядный брючный или юбочный костюм, туфли на каблуке.
- Creative «Black Tie» — «чёрный галстук» с творческим подходом. Мероприятия: званый ужин, корпоративный банкет, семейное торжество с большим количеством гостей и т. д. Мужчинам: смокинг с умеренно ярким жилетом, смокинг с тёмной сорочкой без галстука, классические туфли. Женщинам: длинное или короткое платье, вечерний наряд, этнический аксессуар, туфли на каблуке.
- Cocktail Attire — наряд для коктейля. Мероприятия: званый ужин, премьера спектакля, фильма или выставки, корпоративный банкет, семейное торжество с большим количеством гостей и т. п. Мужчинам: классический тёмный костюм с галстуком, классические туфли. Женщинам: коктейльное платье по колено и выше, брючные костюмы, а также топы с юбками, туфли на высокой шпильке или босоножки. Украшения допускаются как драгоценные, так и из искусственных камней, но надевать весь комплект нежелательно, лучше ограничиться одним-двумя предметами.
- Business best (ВВ) — «самый строгий деловой костюм». Мероприятия: ответственная деловая встреча, переговоры. Мужчинам: деловой костюм (обычно тёмно-синего цвета, допускается тонкая полоска), белая сорочка (лучше с двойными манжетами и запонками), галстук, нагрудный платок, классические дерби или оксфорды чёрного цвета. Женщинам: серый, синий или бежевый брючный или юбочный костюм, светлая блузка-сорочка, туфли чёрного цвета или цвета костюма на невысоком каблуке (3-5 см).
- After Five (A5) — «после пяти». Мероприятия: любое вечернее мероприятие, начинающееся после 17:00. Мужчинам: костюм, необязательно дорогой, классические джинсы, вельветовые брюки, качественный трикотаж, клубные пиджаки, галстук необязателен, классические туфли, туфли-мокасины. Женщинам: коктейльное платье, вечерний наряд, расшитый пайетками, топ и юбка, нарядный костюм с юбкой или брюками, туфли на каблуке.
- After 5 Casual (A5C) — непринуждённый вечерний стиль. Мероприятия: любое вечернее мероприятие, начинающееся после 17:00, корпоративная вечеринка. Мужчинам: одежда от дизайнеров или известных брендов, обычный костюм с нарядной сорочкой без галстука, брюки или джинсы с рубашкой, джемпер или кардиган, классические туфли, туфли-мокасины. Женщинам: костюм, нарядное платье, брюки, джинсы, свитер и пр., туфли на каблуке.
- Formal. Формальный. Обычно означает то же, что и Black tie. Мероприятия: семейное торжество, званый ужин, корпоративный банкет крупной компании, визит в дорогой ресторан. Мужчины: Смокинг или торжественный костюм. Женщины: Вечерний наряд можно заменить на юбку с блузой, костюм.
- Semi-formal. Полуформальный дресс-код. Здесь допустим свободный выбор одежды, НО — в соответствии с тематикой мероприятия. Мероприятия: как дневные, так и вечерние, неформальная вечеринка с определённой темой. Женщины. Подходят любые наряды, излишне откровенные недопустимы. На мероприятиях до 18.00 — дневное нарядное платье или костюм. После 18:00 — коктейльное недлинное платье. Мужчины. Деловой костюм или пиджак, можно яркий галстук или шейный платок.